# A Million to One (canción de Selena y los Dinos)
«A Million to One» es un sencillo del álbum Muñequito de trapo del grupo Selena y los Dinos. Fue lanzado en 1986. La canción fue escrita en los años de 1960 por el famoso compositor estadounidense Phil Medley e interpretada por primera vez por Jimmy Charles en 1969. El tema obtuvo una nominación en la categoría «Keyboard Single of the Year» en los Mike Chavez Awards en 1987. En el lado B del vinilo se incluyó la canción «Muñequito de trapo».

## Antecedentes y composición
Después de su primer álbum "Mis Primeras Grabaciones", el grupo no había tenido la oportunidad de grabar otra canción en inglés. Fue por esto, que se decidieron a grabar la canción "A Million to One", un cover del cantante Jimmy Charles y escrita por Phil Medley en los años 60. Esta canción se convirtió en el segundo sencillo oficial del álbum y de ese modo, otro éxito más para el grupo.

## Uso en otros álbumes
- Fue remezclada en 1996 para el álbum "Siempre Selena" en versión jazz.
- Apareció en "The Selena Collection" en 1997.
- El tema formó parte de las compilaciones "All My Hits - Todos Mis Éxitos, Vol. 2", "Greatest Hits" y "Selena y sus Inicios, Vol. 4"en 2000, 2003 y 2004 respectivamente.
- En 2010 apareció en la edición súper deluxe de 4 discos del recopilatorio "La Leyenda" y en 2011, se compiló en el álbum "10 Great Songs".

## Créditos
| - Primera voz - Selena Quintanilla - Batería - Suzette Quintanilla - Bajo - A.B. Quintanilla III - Teclados - Ricky Vela - Guitarra - Roger García | - Productor - Manny R. Guerra - Grabación y mezcla - Amen Studios (San Antonio, Tx.) - Arreglos musicales - Selena y Los Dinos - Composición - Juan H. Barrón |